# Svartholm, Iniö
Svartholm med Äspskär är en ö i Finland. Den ligger i Skärgårdshavet och i kommunen Pargas i den ekonomiska regionen  Åboland i landskapet Egentliga Finland, i den sydvästra delen av landet. Ön ligger omkring 48 kilometer väster om Åbo och omkring 200 kilometer väster om Helsingfors.
Öns area är 27,3 hektar och dess största längd är 1,3 kilometer i öst-västlig riktning. Ön höjer sig omkring 35 meter över havsytan.

## Sammansmälta delöar
- Svartholm 60°21′07″N 21°24′27″Ö / 60.35187°N 21.40743°Ö
- Äspskär 60°20′59″N 21°23′42″Ö / 60.34963°N 21.39499°Ö

## Klimat
Inlandsklimat råder i trakten. Årsmedeltemperaturen i trakten är 6 °C. Den varmaste månaden är augusti, då medeltemperaturen är 17 °C, och den kallaste är februari, med −7 °C.